# Río Ariporo
Río Ariporo är ett vattendrag i Colombia.   Det ligger i departementet Casanare, i den nordöstra delen av landet, 500 km öster om huvudstaden Bogotá.